# Into the Groove
Into the Groove este un cântec înregistrat de muziciana americană Madonna pentru filmul Căutând-o pe Susan (1985). A fost inclus pe relansarea celui de-al doilea album de studio al ei, Like a Virgin, ce a avut loc în același an, fiind lansat pe 23 iulie 1985 de Warner Bros. Records în Europa, servind ca al patrulea single de pe album. Cântecul a fost inclus pe compilațiile de hit-uri The Immaculate Collection (1990) și Celebration, precum și pe albumul de remixuri You Can Dance (1987). În 2003, un mash-up cu "Hollywood" a fost creat pentru o reclamă. Madonna a fost inspirată să compună piesa, urmărind un tânăr puerto rican de la balcon, precum și de ringul de dans. Inițial scrisă pentru prietenul ei, Mark Kamins, muziciana s-a decis să înregistreze compoziția pentru coloana sonoră a filmului Căutând-o pe Susan.
Linia melodică este formată din tobe, instrumente de percuție, conga și fluiere. Vocea Madonnei este dublată pe parcursul refrenului. Versurile piesei sunt simple, fiind o invitație la dans, alături de cântăreață, având totuși subînțeles sexual în unele fragmente. Cântecul a fost apreciat de critica muzicală, fiind descris ca "primul single grozav al Madonnei". Discul single s-a dovedit a fi un mare succes comercial, atingând primul loc în clasamentele din Australia (ca dublă față A cu "Angel"), Belgia, Irlanda, Italia, Japonia, Noua Zeelandă, Regatul Unit și Spania, devenind al doilea șlagăr clasat pe locul 1 în Australia și Japonia și primul în restul statelor enumerate. În Statele Unite, "Into the Groove" a fost disponibil comercial numai ca față B a discului single "Angel", astfel, nu a putut intra în clasamentul Billboard Hot 100, dar a atins prima treaptă a clasamentului dance. La sfârșitul anilor 1980, "Into the Groove" a fost numit de revista Billboard ca fiind "Cel mai bun single dance a decadei".
Cântecul a fost interpretat în mai multe turnee ale muzicienei, printre care Virgin Tour (1985), Blond Ambition Tour (1990) și Re-Invention Tour (2004), printre altele.

## Compunerea și inspirația
Madonna era la etajul patru al unui birou de pe Avenue B, iar alături de ea eră un tânăr arătos de origine puertoricană. Deoarece acesta nu părea interesat de ea, cântăreața a compus piesa gândindu-se cum el ar invita-o la o întâlnire.
Într-un interviu din 1994 cu revista Details, Madonna a enumerat cântecul ca fiind unul din cele pe care nu ar mai vrea să le interpeteze vreodată, descriindu-l ca fiind „atât de prostuț”, adăugând că ar accepta să-l cânte doar dacă cineva i-ar da multe droguri.

## Structura
Ritmul basului este asemănător cu cel din „I Should Be So Lucky” de Kylie Minogue.

## Recepția

### Performanța în topuri
Piesa este cea mai difuzată compoziție a Madonnei în Statele Unite la radio, ironic, din moment ce piesa nu a fost promovată acolo; conform regulilor Billboard de atunci, un cântec nu se putea clasa doar pe bază de airplay, fiind necesară lansarea unui disc single.
Discul single este al doilea cel mai bine vândut single al Madonnei în Franța, după „La Isla Bonita”, înregistrând peste 533.000 de exemplare vândute.

### Certificate
| Țara   | Certificat |
| ------ | ---------- |
| Franța | Aur        |

## Premii și recunoașteri
| Anul | Ceremonia                        | Premiul                                           | Rezultatul |
| ---- | -------------------------------- | ------------------------------------------------- | ---------- |
| 1985 | The 1985 Pazz & Jop Critics Poll | Singles                                           | Locul 11   |
| 2005 | AssociatedContent                | Top 500 Songs of the 1980s                        | Locul 208  |
| 2005 | DigitalDreamDoor.com             | 100 Greatest Dance Songs of the 1980s             | Locul 2    |
| 2006 | Slant Magazine                   | 100 Greatest Dance Songs                          | Locul 29   |
| 2007 | DigitalDreamDoor.com             | Greatest Rock Songs of the 1980s                  | Locul 43   |
| 2009 | DigitalDreamDoor.com             | Top Ten Songs Of Each Year (1980-1989) - 1985     | Locul 4    |
| 2009 | DigitalDreamDoor.com             | 500 Greatest Dance/Electronic Songs of All Time 1 | —          |

1 Listele erau aranjate cronologic sau alfabetic, niciun cântec neffind declarat câștigător.

## Clasamente
| Clasamentul (1985)        | Poziția maximă | Referință |
| ------------------------- | -------------- | --------- |
| Africa de Sud             | 4              | [ 13 ]    |
| Australia1                | 1              | [ 14 ]    |
| Austria                   | 6              | [ 14 ]    |
| Belgia                    | 1              | [ 15 ]    |
| Elveția                   | 2              | [ 14 ]    |
| Eurochart Hot 100 Singles | 2              |           |
| Franța                    | 2              | [ 14 ]    |
| Germania                  | 3              | [ 16 ]    |
| Irlanda                   | 1              | [ 17 ]    |

| Clasament (1985)                       | Poziția maximă | Referință |
| -------------------------------------- | -------------- | --------- |
| Italia                                 | 1              | [ 18 ]    |
| Japonia (International Singles Chart)  | 1              | [ 15 ]    |
| Marea Britanie                         | 1              | [ 19 ]    |
| Norvegia                               | 4              | [ 14 ]    |
| Olanda                                 | 1              | [ 14 ]    |
| Suedia                                 | 3              | [ 14 ]    |
| S.U.A. Billboard Hot Dance Club Play1  | 1              | [ 20 ]    |
| S.U.A. Billboard Hot R&B/Hip-Hop Songs | 19             | [ 20 ]    |
| S.U.A. ARC Weekly Top 40               | 3              | [ 21 ]    |

1 Creditat ca „Angel”/„Into the Groove”.